# 奧地利的瑪麗亞·安娜 (1610-1665)
奧地利的瑪麗亞·安娜（德語：Maria Anna von Österreich，1610年1月13日—1665年9月25日），巴伐利亞選侯夫人，神聖羅馬皇帝斐迪南二世的女兒。

## 家庭
1635年，瑪麗亞·安娜與舅舅、巴伐利亞選侯馬克西米利安一世結婚，兩人共有兩個兒子：
1. 斐迪南·馬利亞（1636年—1679年）
2. 馬克西米利安（英语：Maximilian Philipp Hieronymus, Duke of Bavaria-Leuchtenberg）（1638年—1705年）